# Usługa regulowana
Usługa regulowana – usługa w przedmiocie dostępu telekomunikacyjnego, świadczone przez TP na poszczególnych rynkach właściwych, na których TP została wyznaczona jako operator posiadający wysoce znaczącą pozycję na rynku lub do których świadczenia TP obowiązana jest z mocy prawnej, a w szczególności w podanych niżej przypadkach:
- dostępu do lokalnej pętli abonenckiej (LLU),

- połączenia sieci i udogodnień towarzyszących IC,

- hurtowego dostępu do sieci (WLR),

- dzierżawy łączy telekomunikacyjnych LL

- dostępu do strumienia bitów BSA

- dostępu do kanalizacji kablowej.